# Saint-Lactencin
Saint-Lactencin ist eine französische Gemeinde mit 410 Einwohnern (Stand: 1. Januar 2022) im Département Indre in der Region Centre-Val de Loire; sie gehört zum Arrondissement Châteauroux und zum Kanton Buzançais. Die Einwohner werden Saint-Lactencinois genannt.

## Geografie
Saint-Lactencin liegt etwa 15 Kilometer nordwestlich von Châteauroux. Umgeben wird Saint-Lactencin von den Nachbargemeinden Argy im Norden und Nordwesten, Francillon und Villegongis im Nordosten, Chezelles im Osten, Villedieu-sur-Indre im Süden und Südosten sowie Buzançais im Westen und Nordwesten.
Am südwestlichen Rand der Gemeinde führt die frühere Route nationale 143 entlang.

## Bevölkerungsentwicklung
| Jahr                       | 1962 | 1968 | 1975 | 1982 | 1990 | 1999 | 2006 | 2017 |
| Einwohner                  | 514  | 389  | 367  | 366  | 409  | 353  | 386  | 423  |
| Quellen: Cassini und INSEE |      |      |      |      |      |      |      |      |

## Sehenswürdigkeiten
- Kirche Saint-Clément